# (9139) Barrylasker
(9139) Barrylasker es un asteroide perteneciente al cinturón de asteroides descubierto el 29 de septiembre de 1973 por Cornelis Johannes van Houten en conjunto a su esposa también astrónoma Ingrid van Houten-Groeneveld y el astrónomo Tom Gehrels desde el Observatorio del Monte Palomar, Estados Unidos.

## Designación y nombre
Designado provisionalmente como 4180 T-2. Se le dio este nombre en memoria del astrónomo estadounidense Barry M. Lasker (1939-1999), cuya larga relación con el Instituto Científico del Telescopio Espacial incluye la redacción de la propuesta para establecer el Instituto. Bajo su liderazgo se crearon el Guide Star Catalog y el Digitized Sky Survey para las operaciones del Telescopio espacial Hubble. Al liderar la construcción de estas trascendentales empresas, proporcionó herramientas de uso astronómico muy amplio, incluida la astrometría de planetas menores.

## Características orbitales
Barrylasker está situado a una distancia media del Sol de 2,373 ua, pudiendo alejarse hasta 2,930 ua y acercarse hasta 1,816 ua. Su excentricidad es 0,235 y la inclinación orbital 1,797 grados. Emplea 1334,88 días en completar una órbita alrededor del Sol.

## Características físicas
La magnitud absoluta de Barrylasker es 14,95.